# نيروباما سانجيف
نيروباما سانجيف مواليد 8 ديسمبر 1976 في كويمباتور، هي لاعبة كرة مضرب هندية سابقة بدأت مسيرتها كمحترفة سنة 1992 وكانت تلعب باليد اليمنى، اعتزلت اللعب في 2010. أعلى تصنيف لها في الفردي كان المركز الـ 147 في سنة 1997. سبق أن شاركت في دورة الألعاب الأولمبية الصيفية.

## روابط خارجية
- نيروباما سانجيف على موقع رابطة محترفات التنس (الإنجليزية)
- نيروباما سانجيف على موقع الاتحاد الدولي لكرة المضرب (الإنجليزية)
- نيروباما سانجيف على موقع خلاصة التنس.كوم (الإنجليزية)
- نيروباما سانجيف على موقع أوليمبيديا (الإنجليزية)
- نيروباما سانجيف على موقع اتحاد ألعاب الكومنولث (مؤرشف) (الإنجليزية)